# Кулеша Артем Павлович
Артем Павлович Кулеша (рос. Артём Павлович Кулеша; нар. 14 січня 1990, Ленінград, РРФСР) — російський футболіст, захисник та півзахисник. У 2010—2012 роках зіграв чотири матчі за молодіжну збірну Росії.

## Життєпис
Закінчив спортивну школу «Зміна» (випуск 1990 року). З 2007 року почав виступати у молодіжній команді «Зеніту». За першу команду не виступав, провів 4 поєдинки за пітерців у чемпіонаті дублерів. У 2009 році відряджений до команди зони «Захід» Другого дивізіону санкт-петербурзьку «Зміну-Зеніт». Влітку 2009 року підписав контракт із казанським «Рубіном», з яким виграв Кубок Співдружності країн СНД-2010.
У 2010 році у складі юнацької збірної Росії (головний тренер А. Талалаєв) став переможцем Кубку Валерія Лобановського, відзначився вирішальним голом у півфінальному матчі проти Туреччини.
У сезоні 2011/12 років орендований клубом «Ростов». Дебютував у чемпіонаті Росії у 4 турі, у поєдинку проти клубу «Волга», вийшов замість Олександра Гацкана на 87-й хвилині.
У матчі 16 туру проти московського «Спартака» відзначився автоголом, який згодом вирішив результат матчу.
У сезоні 2015/16 років підписав контракт на 2,5 роки зі «Сконто» (Рига), був включений до заявки команди на Лігу Європи УЄФА, але угода була розірвана за обопільною згодою сторін через місяць.
У 2017 році виступав за фінську «Култсу» Йоутсено.
У першій частині сезону 2018 року виступав за монгольський «Ерчім», у складі якого виграв золоті медалі. Потім грав в аматорському чемпіонаті Санкт-Петербурга.
У березні 2019 року підписав контракт із узбецьким клубом «Бухара».
З 2020 року виступав за аматорський футбольний клуб «Ядро» (Санкт-Петербург), у складі якого виграв бронзові медалі чемпіонату Санкт-Петербурга, а також став володарем Кубку Санкт-Петербурга.
З січня по травень 2021 року виступав за киргизстанський «Нафтчі» (Кочкор-Ата).
З серпня 2021 виступав за клуб Першої ліги Казахстану «Мактаарал» з Атакенту. У сезоні 2021 став срібним призером Першої ліги Казахстану у складі вище вказаного клубу.